# Trybunał OBWE ds. Koncyliacji i Arbitrażu
Trybunał OBWE ds. Koncyliacji i Arbitrażu, Sąd Koncyliacyjny i Arbitrażowy (ang. Court of Conciliation and Arbitration of the Organization for Security and Co-operation in Europe) – przewidziany przez Konwencję o arbitrażu i koncyliacji OBWE nie będący stałym organem. Składa się pojednawców i arbitrów wyznaczanych na 6 letnią kadencję przez strony Konwencji. Członkowie Sądu wybierają prezesa, jego zastępcę i pozostałych członków Biura. Do rozwiązywania sporów międzynarodowych powoływane są z członków Sądu komisje pojednawcze i trybunały arbitrażowe tworzone dla każdego sporu.